# Maria Cinta Compta i Martínez
Maria Cinta Compta i Martínez (nascuda a Barcelona el 8 de febrer de 1935) és una actriu de teatre i cinema catalana. Va estudiar a l'Institut del Teatre (1956-58).

## Trajectòria professional
- 1959. Todavía estamos solos
- 1982. Marat-Sade de Peter Weiss. Direcció de Pere Planella. Estrenada al Teatre Romea de Barcelona.
- 1983. Maria Rosa d'Àngel Guimerà. Direcció de John Strasberg. Estrenada al Teatre Condal
- 1986. Allò que tal vegada esdevingué de Joan Oliver. Direcció de Montserrat Julió
- 1987. Com acabar d'una vegada i per sempre amb la maleïda cultura de Woody Allen. Direcció de Montserrat Julió. Estrenada al Teatre Condal de Barcelona.
- 1988. Mitjanit al Starlit de Michael Hastings. Direcció de Carlos Lasarte. Estrenada al Teatreneu.
- 1993. La Fille du régiment de Gaetano Donizetti. Gran Teatre del Liceu.
- 1994. La gavina d'Anton Txékhov. Estrenada al Teatre Joventut de L'Hospitalet de Llobregat.
- 1994. Colometa la Gitana o el Regrés dels confinants" i "Qui compra maduixes... d'Emili Vilanova. Estrenada al Teatre Romea de Barcelona.
- 1995. Al tren de Mercè Sarrias. Direcció de Toni Casares. Estrenada a la Sala Beckett.[1]
- 1996. Altres llocs de Harold Pinter
- 1997. Bunyols de Quaresma (Hotel de Mala Mort) de Mercedes Abad. Estrenada al Teatre Malic.
- 2000. Tens por? d'Isabel Fernández. Estrenada a la Sala Muntaner.
- 2001. Bodas de sangre de Federico García Lorca. Direcció de Ferran Madico. Estrenada al teatre Romea.
- 2004. Casa de nines d'Henrik Ibsen. Direcció de Rafel Duran. Estrenada al Teatre Nacional de Catalunya
- 2005. Sota l'escorça
- 2010. Sexe i gelosia de Marc Camoletti. Estrenada al Guasch Teatre. Direcció de Pere Sagristà.